# Giacomo Giustiniani
Giacomo Giustiniani (ur. 20 grudnia 1769 w Rzymie, zm. 24 lutego 1843 tamże) – włoski prezbiter katolicki, kardynał.
Wywodził się z rzymskiego patrycjatu. W grudniu 1792 uzyskał tytuł doktora obojga praw na uniwersytecie La Sapienza. Rok później przeszedł do służby w administracji Państwa Kościelnego. Po zajęciu Rzymu przez Francuzów w 1798 uciekł do Neapolu. Do 1814 roku tułał się po Europie. Po upadku Napoleona pomagał w przywróceniu władzy papieskiej w Rzymie (24 września 1814 został pro-gubernatorem miasta). Dzień po swoich 47 urodzinach, 21 grudnia 1816 przyjął święcenia kapłańskie.
W 1817 został konsekrowany na tytularnego arcybiskupa Tyru i wysłany jako nuncjusz apostolski do Hiszpanii, gdzie przebywał przez 10 lat, z kilkumiesięczną przerwą w 1823, gdy z powodu konfliktu z liberalnym rządem rewolucyjnym musiał uchodzić do Bordeaux. W 1826 papież Leon XII odwołał go z nuncjatury, mianując kardynałem prezbiterem i arcybiskupem Imoli. Na Konklawe 1830–1831 rząd hiszpański zgłosił weto wobec jego kandydatury do tronu papieskiego. W 1832 zrezygnował z zarządzania diecezją Imola. W 1834 został Prefektem Świętej Kongregacji Indeksu. Trzy lata później został archiprezbiterem Bazyliki Świętego Piotra oraz kamerlingiem Świętego Kościoła Rzymskiego. W dniu 22 listopada 1839 papież Grzegorz XVI promował go do rangi kardynała biskupa Albano. Zmarł w Rzymie i został pochowany w kościele S. Maria sopra Minerva.